# Alloanthostomella
Alloanthostomella is een monotypisch geslacht van schimmels dat behoort tot de familie Xylariaceae. Het bevat alleen Alloanthostomella rubicola.